# Paratropinus variepunctatus
Paratropinus variepunctatus är en skalbaggsart som beskrevs av August Reichensperger 1923. Paratropinus variepunctatus ingår i släktet Paratropinus och familjen stumpbaggar. Inga underarter finns listade i Catalogue of Life.